# شهر تاريخ السود

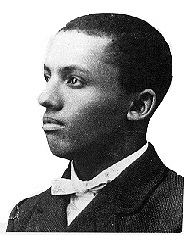
كارتر ج. وودسون

شهر تاريخ السود (بالإنجليزية: Black History Month)‏ هو ذكرى متعلقة بالناسِ والأحداثِ المهمةِ في تأريخ الشتاتِ الأفريقيِ. يُحتفل به سنوياً في الولايات المتّحدةِ وكندا في شهرِ فبراير/شباط بينما في المملكة المتحدة يحتفلون به في شهرِ أكتوبر/تشرين الأول. بُدِأ الاحتفال بهذه الذكرى في عام 1926 مِن قبل المؤرخِ كارتر ج. وودسون وسماها «أسبوع تاريخ الزنوج». اختار وودسون الأسبوع الثاني من شهر فبراير/شباط لأنه يتضمن ذكرى ميلاد شخصيتين أمريكيتين هما أكثر من أثر على الحياة والوضع الاجتماعي للأمريكيين من أصل أفريقي وهما الرئيس الأمريكي السابق أبراهام لينكون وفريدريك دوغلاس المؤيدان لفكرة إلغاء الاستعباد أو الاسترقاق.
أَسّس وودسون أيضاً جمعية لدراسة الحياة والتأريخ الزنجي المسماة الآن بجمعية دراسة الحياة والتأريخ الأمريكي الأفريقي.

## التاريخ

### أسبوع تاريخ الزنوج (1926)
ظهر مصطلح «شهر تاريخ السود» في عام 1926 في الولايات المتحدة، عندما أعلن المؤرخ كارتر جي وودسون وجمعية دراسة حياة الزنوج والتاريخ أن الأسبوع الثاني من شهر فبراير هو «أسبوع تاريخ الزنوج».

## وصلات خارجية
- تاريخ السود عبر ال بي بي سي

## روابط خارجية
- جمعية دراسة الحياة والتأريخ الأمريكي الأفريقي
- شهر تاريخ السود في بريطانيا